# روبیس
روبیس  (به انگلیسی: Rubis) با فرمول شیمیایی  از مجموعه کانی هاست و خواص فیزیکی و شیمیایی روبیس مانند کرندون است. دارای لومینسانس قرمز و احتمالاً صورتی از کلمه لاتین rubeus یعنی قرمز گرفته شده‌است. در اسیدها نامحلول است - ذوب نمی‌شود. Al:۵۲٫۹۱٪ O:۴۷٫۹٪ با انکلوزیون‌های Ti - Fe - Cr -V - Ni - Mn برای اولین بار در هندوستان کشف شد و از نظر شکل بلور: رمبوئدر - تابولار، رنگ: قرمز تا قرمز تیره، شفافیت: شفاف و در رده‌بندی اکسید است 
، از نظر ژیزمان کمیاب است و بیشتر در از آبرفتهای سری لانکا استخراج می‌گردد در بیرمانی، در بازالتهای تایلند، افغانستان، هندوستان، تانزانیا، استرالیا، زامبیا، آنگولا، آمریکا، یوگسلاوی و روسیه یافت می‌شود.